# The Grocery Clerk's Romance
The Grocery Clerk's Romance è un cortometraggio muto del 1912 diretto da Mack Sennett con Fred Mace e Mabel Normand. Prodotto dalla Keystone, il film uscì nelle sale il 28 ottobre 1912.

## Produzione
Prodotto dalla Keystone

## Distribuzione
Distribuito dalla Mutual Film, il film - un cortometraggio di 148 metri - uscì nelle sale il 28 ottobre 1912: veniva proiettato insieme a At Coney Island.